# Harmanalanı, Keles
Harmanalanı là một xã thuộc huyện Keles, tỉnh Bursa, Thổ Nhĩ Kỳ. Dân số thời điểm năm 2011 là 111 người.